# Rockabye
"Rockabye" er en sang af den britiske electronic-gruppe Clean Bandit, med vokal fra den jamaicanske dancehallsanger Sean Paul og britiske sangerinde Anne-Marie. Den blev udgivet den 21. oktober 2016, og var deres første single siden Neil Amin-Smith forlod gruppen. Sangen handler om problemerne ved at være singlemor og trækker på børnerimet "Rock-a-bye Baby".

## Hitlister
| Hitliste (2016–17)                               | Højeste placering |
| ------------------------------------------------ | ----------------- |
| Argentina (Monitor Latino)                       | 14                |
| Australien (ARIA)                                | 1                 |
| Australien Dance (ARIA)                          | 1                 |
| Østrig (Ö3 Austria Top 40)                       | 1                 |
| Belgien (Ultratop 50 Flanderen)                  | 2                 |
| Belgien (Ultratop 50 Vallonien)                  | 1                 |
| Canada (Canadian Hot 100)                        | 22                |
| Canada CHR/Top 40 (Billboard)                    | 40                |
| Canada Hot AC (Billboard)                        | 39                |
| Tjekkiet (Rádio Top 100)                         | 10                |
| Tjekkiet (Singles Digitál Top 100)               | 1                 |
| Danmark (Track Top-40)                           | 1                 |
| Europa (Euro Digital Songs)                      | 1                 |
| Finland (Suomen virallinen lista)                | 1                 |
| Frankrig (SNEP)                                  | 4                 |
| Tyskland (Official German Charts)                | 1                 |
| Ungarn (Dance Top 40)                            | 1                 |
| Ungarn (Rádiós Top 40)                           | 2                 |
| Ungarn (Single Top 40)                           | 2                 |
| Irland (IRMA)                                    | 1                 |
| Israel (Media Forest)                            | 1                 |
| Italien (FIMI)                                   | 1                 |
| Letland (Latvijas Top 40)                        | 1                 |
| Libanon (Lebanese Top 20)                        | 1                 |
| Mexico (Billboard Ingles Airplay)                | 1                 |
| Mexico (Monitor Latino)                          | 1                 |
| Holland (Dutch Top 40)                           | 1                 |
| Holland (Single Top 100)                         | 1                 |
| New Zealand (Recorded Music NZ)                  | 1                 |
| Norge (VG-lista)                                 | 2                 |
| Polen (Polish Airplay Top 100)                   | 5                 |
| Polen (Dance Top 50)                             | 5                 |
| Portugal (AFP)                                   | 6                 |
| Rumænien (Media Forest)                          | 3                 |
| Rusland Airplay (Tophit)                         | 1                 |
| Skotland (Official Charts Company)               | 1                 |
| Slovakiet (Rádio Top 100)                        | 3                 |
| Slovakiet (Singles Digitál Top 100)              | 1                 |
| Slovenien (SloTop50)                             | 7                 |
| Spanien (PROMUSICAE)                             | 8                 |
| Sverige (Sverigetopplistan)                      | 1                 |
| Schweiz (Schweizer Hitparade)                    | 1                 |
| Storbritannien Singles (Official Charts Company) | 1                 |
| USA Billboard Hot 100                            | 61                |
| USA Dance Club Songs (Billboard)                 | 45                |
| USA Hot Dance/Electronic Songs (Billboard)       | 7                 |
| USA Mainstream Top 40 (Billboard)                | 31                |